# Nijō Akizane
Nijō Akizane (二条 昭実 1556-1619?) fue un kuge (cortesano) que actuó de regente a finales de la era Azuchi-Momoyama y comienzos de la era Edo. Fue hijo del regente Nijō Haruyoshi.
Ocupó la posición de kanpaku del Emperador Ōgimachi en 1585 y del Emperador Go-Mizunoo entre 1615 y 1619.
Contrajo matrimonio con una hija del daimyō Oda Nobunaga y adoptaron al hijo de Kujō Yukiie, que sería llamado Nijō Yasumichi.